# TIK (Band)
TIK (ukrainisch: ТІК) ist eine ukrainische Folk-Rock-Band mit starken Ska- und Chanson-Einflüssen. Sie wurde 2005 in Winnyzja gegründet. Der Name der Band ist eine Abkürzung für den ukrainischen Begriff „Тверезість і культура“, was so viel wie „Nüchternheit und Kultur“ bedeutet.

## Geschichte
Der Ursprung der Band geht auf das Jahr 2000 zurück, als der Geschichtsstudent Wiktor Bronjuk (Gesang, Akkordeon) und der Musikstudent Denys Repej (Bass) in Winnyzja beschlossen, eine Band zu gründen. 2003 schlossen sich der Gitarrist Kostjantyn Terepa und der Schlagzeuger Olexander Filinkow an.
Der erste öffentliche Auftritt fand am 2. Juni 2005 bei einem Konzert in Winnyzja statt. Im Herbst 2005 kam Jurij Marzenjuk (Keyboard, Saxophon) zur Band. 
Im Mai 2006 nahm die Band ihr erstes Album auf. Eines der Ersten aufgenommenen Lieder war Oleni, welches sie gemeinsam mit der belarussischen Band Ljapis Trubezkoi aufnahmen. Von Oleni wurde auch ein Musikvideo aufgenommen, welches erstmals im November 2006 im ukrainischen Fernsehen gezeigt wurde.
Im Sommer 2016 spielte die Gruppe mehrere Konzerte für die Soldaten im Donbass.

## Diskografie
- 2007: літераДУРА (LiteraDura)
- 2008: TyKHYI
- 2011: Весільний3 (Vesilnyi)
- 2015: Люби ти Україну (Liebe dich Ukraine)